# Ponte do Pântano Manchac
A Ponte do Pântano Manchac é uma ponte localizada no estado de Louisiana nos Estados Unidos. Com um total de 36.710 metros de extensão (120,400 ft), é a quinta maior ponte do mundo. A ponte cobre aproximadamente um terço do trecho da Interestadual 55 que passa pelo estado da Louisiana. 